# Xóm nước đen
Xóm nước đen là một bộ phim truyền hình được thực hiện bởi Hãng phim Truyền hình Thành phố Hồ Chí Minh, Đài Truyền hình Thành phố Hồ Chí Minh do Đỗ Phú Hải làm đạo diễn. Phim được chuyển thể từ tiểu thuyết Linh hồn thiếu phụ của nhà văn Trần Tử Vân. Phim phát sóng lần đầu vào năm 1996 trên kênh HTV9.

## Nội dung
Xóm nước đen kể về cuộc sống tại khu phố 7 của một quận ở Thành phố Hồ Chí Minh, nơi có dòng kênh ô nhiễm nặng nề chảy qua, thường được gọi là "Xóm nước đen". Đây cũng chính là điểm nóng về tệ nạn xã hội và nghèo đói, một thực trạng nhức nhối của thành phố sau chiến tranh.
Trong xóm nước đen ấy, gia cảnh của Minh (Nguyễn Dương), một đại ca giang hồ có lẽ là khốn khổ nhất. Trong khi Minh đang thụ án đến năm thứ năm của 7 năm án tù cướp giật thì vợ anh bị viêm phổi nặng, được bệnh viện đưa về để chờ chết. Hai con của Minh còn quá nhỏ, trong khi người mẹ vợ đã già yếu hai vai gánh nặng người con bệnh tật và hai đứa cháu nhỏ.
Hồng Hà (Mỹ Duyên) là cảnh sát khu vực của khu phố 7, cô có tuổi thơ đầy nước mắt, mồ côi cha mẹ từ lúc 3 tuổi. Lớn lên, cô trở thành cảnh sát khu vực và đã làm việc bằng tất cả trách nhiệm và tình người. Chứng kiến tình cảnh thương tâm của gia đình Minh, đồng cảm với hoàn cảnh của những đứa con của Minh quá giống mình khi còn nhỏ, Hồng Hà đã đề xuất với lãnh đạo để lên trại giam bảo lãnh có thời hạn cho Minh về lo đám tang vợ.
Khi Minh trở về, tình trạng tội phạm của xóm nước đen trở nên xáo trộn. Những băng nhóm lo ngại anh tranh giành ảnh hưởng, những cơ sở làm ăn phi pháp muốn anh bảo kê, còn những quan chức địa phương chỉ muốn tống cổ Minh vào tù trở lại, mặc kệ hoàn cảnh thương tâm của gia đình anh. Minh trong cơ bĩ cực của nỗi đau mất vợ, đã có lúc anh muốn buông xuôi tất cả, thậm chí còn định cầm dao giết hai đứa con nhỏ, rũ bỏ mọi thứ và tự sát.
Nhưng Hồng Hà, người đã luôn sâu sát, hỗ trợ và chia sẻ với Minh, đã giúp đỡ anh vượt lên bản ngã để phục thiện, thoát khỏi cám dỗ của những thế lực đen tối, những kẻ lợi dụng chức quyền để làm điều ác bị vạch trần, phải đối diện trước pháp luật...

## Diễn viên
- Nguyễn Dương trong vai Minh "Đen"[5]
- Mỹ Duyên trong vai Cảnh sát khu vực[6]
- Mai Hoa trong vai Vợ Minh "Đen"
- Anh Thư trong vai Bà ngoại Hà
- Ánh Hoa trong vai Bà Năm
- Trương Thị Trắc trong vai Má Lành
- Mai Hoa trong vai Phượng
- Đặng Vinh Quang trong vai Tám Ru
- Thanh Tùng trong vai Ba Hạnh
- Lân Bích trong vai Hai Nhất
- Hiếu Liêm trong vai Tuấn Suzu
- Hữu Phước trong vai Lê Lưu Linh
- Mạnh Tràng trong vai Dũng Mặt rõ
- NSƯT Lê Thiện trong vai Bà Sáu
- Hoàng Anh trong vai Nga
- Mai Thành trong vai Ông Bảy
- Nguyễn Văn Bổn trong vai Ông Mười
- Thu Hằng trong vai Bé Huệ
- Trí Thức trong vai Cu Sâm
- Minh Hiền trong vai Đại úy Liêm
- Văn Bé trong vai Ông Sáu

Và một số diễn viên khác...

## Giải thưởng
| Năm  | Giải thưởng                       | Hạng mục                                  | (Người) đề cử | Kết quả   | Chú thích |
| ---- | --------------------------------- | ----------------------------------------- | ------------- | --------- | --------- |
| 1997 | Hội điện ảnh Việt Nam             | Phim xuất sắc nhất                        | —             | Đoạt giải | [ 7 ]     |
| 1998 | Liên hoan phim Việt Nam lần thứ 8 | Huy chương vàng thể loại Video            | —             | Đoạt giải | [ 4 ]     |
| 1998 | Giải Mai Vàng                     | Nữ diễn viên điện ảnh được yêu thích nhất | Mỹ Duyên      | Đoạt giải |           |